# Пп
Пп, пп — кириллический диграф, используемый в агульском и лакском языках. 

## Использование
Алфавит лакского языка на основе кириллицы был опубликован 12 февраля 1938 года в газете «Дагестанская правда», однако в нём изначально отсутствовали диграфы, служащие для обозначения геминированных согласных звуков, которые появились после модификации.
Алфавит агульского языка был принят в 1990 году с рядом диграфов, в том числе и с диграфом пп.
С помощью диграфа передаётся геминированный глухой губно-губной взрывной согласный звук [p:].
Пример использования диграфа в лакском языке: ппал — шерсть. В агульском языке диграф используется в частности в слове ппара — «много».

## Примечание
1. 1 2  АГУЛЬСКИЙ ЯЗЫК • Большая российская энциклопедия - электронная версия. old.bigenc.ru. Дата обращения: 28 января 2023. Архивировано 26 января 2023 года.
2. ↑  Г. Б. Муркелинский. I. (Фонетика и морфология) // Грамматика лакского языка. — Махачкала: Дагестанское уч.-пед. изд-во, 1971. — С. 9. — 256 с. — 1000 экз.
3. ↑  Дагестанская правда. 12 февраля 1938
4. ↑  К. М. Мусаев. Языки и письменности народов Евразии. — Алматы: «Гылым», 1993. — С. 102—105. — 242 с. — 100 экз. — ISBN 5-628-01418-4.
5. ↑  Lakh romanization // Institute of the Estonian Language. — 2003. Архивировано 27 апреля 2015 года.
6. ↑  Лакский алфавит. azbuka.omarr.ru. Дата обращения: 28 января 2023.
7. ↑  Русско-лакский и Лакско-русский словарь. lakskysite.ru. Дата обращения: 28 января 2023. Архивировано 13 июня 2021 года.
8. ↑  Агульско-русский словарь (неопр.). Дата обращения: 28 января 2023.